# Чжу Гаочі
Чжу Гаочі (кит.: 朱高熾; піньїнь: Zhu Gaochi), храмове ім'я Женьцзун (кит.: 仁宗; піньїнь: Renzong; 16 серпня 1378 —29 травня 1425) — четвертий імператор династії Мін. Девіз правління — Хунлі (Велике Сяйво).

## Життєпис
Народився 16 серпня 1378 року. Старший син імператора Чжу Ді. Здобув гарну освіту, виховувався у конфуціанському дусі. Замолоду допомагав батькові. Часто залишався регентами під час військових походів Чжу Ді. Саме Чжу Гаючи було доручено організовувати 6-ту морську експедицію у 1421 році під орудою Чжен Хе. Після смерті батька у 1424 році стає імператором. Продовжував зовнішню та внутрішню політику свого попередника, зокрема облаштовував нову столицю, піклувався про налагодження економічних зв'язків між півднем та північчю країни. Водночас намагався придушити повстання у В'єтнамі (тривало з 1418 року). Втім за станом здоров'я не міг виявляти необхідну активність — Чжу Гаочі мав ожиріння, хворобу ніг. Зрештою 29 травня 1425 року помер від серцевого нападу.